# 최태용 (종교인)
최태용(崔泰瑢, 1897년 12월 18일 ~ 1950년 9월 11일, 함경남도 영흥군 인흥면 출신) 개신교 목사. 일본 무교회주의자인 우치무라 간조의 제자로서, 초기에는 무교회주의자로 출발하였으나 무교회주의자의 개인주의 성향이 당시 시대에 맞지 않다고 판단하여 자신을 따르는 신앙 동지들과 함께 1935년 12월 22일 기독교조선복음교회(현재 기독교대한복음교회)를 창립하였다. 1950년 9월 11일 한국전쟁 당시 납북되어 처형당했다.